# 岡田忠克
岡田 忠克（おかだ ただかつ、1970年 - ）は、日本の社会福祉学者。専門は社会福祉政策。学位は、博士（学術）。関西大学人間健康学部教授。流通科学大学助手・大阪産業大学経済学部講師、助教授を経て、現職。大阪府出身。

## 履歴
- 大阪府立泉陽高等学校卒業。
- 同志社大学文学部社会学科社会福祉学専攻卒業。
- 大阪市立大学大学院生活科学研究科人間福祉学専攻後期博士課程単位取得後退学。

## 著書
- 『社会福祉概論』ミネルヴァ書房、2000年（共著）
- 『社会福祉の理論と政策』中央法規出版、2000年（共著）
- 『ソーシャルウエルビーイング事始め』有斐閣、2000年（共著）
- 『社会福祉の国際比較－研究・方法の視点』有斐閣、2000年（共著）
- 『ソーシャルワークの価値と倫理』中央法規出版、2001年（共訳）
- 『家族福祉論』勁草書房、2002年（共著)
- 『よくわかる社会福祉』ミネルヴァ書房、2002年（共編著）
- 『社会福祉への招待』ミネルヴァ書房、2003年（共著）
- 『人間福祉の思想と実践』ミネルヴァ書房、2003年（共著）
- 『社会福祉の思想･理論と今日的課題』筒井書房、2004年（共著）
- 『よくわかる社会保障』ミネルヴァ書房、2006年（共編著）
- 『転換期における福祉国家』関西大学出版部、2009年（単著）
- 『図表で読み解く社会福祉入門』ミネルヴァ書房、2012年（編著）